# MPEG-4 파트 11
BIFS는 Binary Format for Scenes의 약자로 2차원 내지 3차원의 음성/영상 콘텐츠를 위한 바이너리 형식을 규정한 것이다. 이 표준은 VRML과 MPEG-4 표준 파트 11에 기반을 두고 있다.
대한민국에서는 DMB 서비스 사업자가 2006년 9월에 실험 송출을 시작했고 2006년 12월부터 본격적인 시범 방송에 착수했다.

## 같이 보기
- MPEG-7